# Shchurovskyita
La shchurovskyita és un mineral de la classe dels fosfats. Rep el nom en honor de Grigori Efimòvitx Shchurovsky (30 de gener -11 de febrer- de 1803, Moscou, Imperi Rus - 20 de març -1 d'abril- de 1884, Moscou, Imperi rus) geòleg i professor de paleontologia i mineralogia de la Universitat de Moscou durant gairebé cinquanta anys.

## Característiques
La shchurovskyita és un arsenat de fórmula química K₂CaCu₆O₂(AsO₄)₄. Va ser aprovada com a espècie vàlida per l'Associació Mineralògica Internacional l'any 2013, sent publicada per primera vegada el 2015. Cristal·litza en el sistema monoclínic. La seva duresa a l'escala de Mohs és 3. És una espècie relacionada químicament amb la calcioandyrobertsita, i estructuralment amb la dmisokolovita.
L'exemplar que va servir per a determinar l'espècie, el que es coneix com a material tipus, es troba conservat a les col·leccions del Museu Mineralògic Fersmann, de l'Acadèmia de Ciències de Rússia, a Moscou (Rússia), amb el número de registre: 4421/1.

## Formació i jaciments
Va ser descoberta a la fumarola Arsenàtnaia, situada al segon con d'escòria de l'avanç nord de la Gran erupció fissural del volcà Tolbàtxik (Krai de Kamtxatka, Rússia), on es troba en forma de cristalls tabulars o prismàtics gruixuts, o simplement en grans anèdrics formant agregats i crostes. Aquest indret és l'únic a tot el planeta on ha estat descrita aquesta espècie mineral.